# Тимбо (Санта-Катарина)
Тимбо (порт. Timbó)  —  муниципалитет в Бразилии, входит в штат Санта-Катарина. Составная часть мезорегиона Вали-ду-Итажаи. Входит в экономико-статистический  микрорегион Блуменау. Население составляло 33 462 человека на 2006 год. Занимает площадь 127,251 км². Плотность населения — 263,0 чел./км².

## История
Город основан 12 октября 1869 года.

## Статистика
- Валовой внутренний продукт на 2003 год составлял 486 788 051,00 реалов (данные: Бразильский институт географии и статистики).
- Валовой внутренний продукт на душу населения на 2003 составлял 15 414,44 реалов (данные: Бразильский институт географии и статистики).
- Индекс развития человеческого потенциала на 2000 год составлял 0,843 (данные: Программа развития ООН).

## География
Климат местности: умеренный.